# 兰姆酒
蘭姆酒（西班牙語：Ron）是一种由甘蔗副产品（如糖蜜或甘蔗汁）通过发酵和蒸馏製成的酒，屬於蒸馏酒中的一類特殊白蘭地。
開始於16世纪的英國、法國和西班牙的西印度群島殖民地，因為西印度群島盛產甘蔗，因此歐洲人用發酵後的甘蔗代替葡萄酒，再加以蒸餾而變為蘭姆酒，目前蘭姆酒也产地也主要集中在加勒比海地区和拉丁美洲。蘭姆酒还是经济交流的重要媒介，用来增加企业的资金，就像奴隶（见三角贸易），有组织犯罪和军事叛乱（如美国革命和澳大利亚的蘭姆酒叛乱）。
蘭姆酒的蒸馏出物是一種透明澄清的液体，通常需要在橡木桶中进行陈年处理。當時用古老的方法提煉蔗糖，即加熱甘蔗汁以蒸發水分使蔗糖結晶出來。這種方法到最後總有一些含高分子的殘液無法繼續加熱，否則會炭化，早期這些殘餘的糖稀或糖蜜只能用作焦糖，但後來新英格兰的殖民者发现可以用以酿酒，蘭姆酒於是誕生。目前蘭姆酒的生產已經為了符合現代人的口味，增加了儲存醇化期，因此比較綿軟順口，有焦糖香味。

## 产地
目前古巴、海地兩國是世界上最大的蘭姆酒產地，另外墨西哥、巴西等拉丁美洲國家的產量也非常高。其他地区也有产出，包括澳大利亚、葡萄牙、奥地利、加拿大、斐濟、印度、日本、毛里求斯、尼泊尔、新西兰、菲律宾、法屬留尼旺、南非、西班牙、瑞典、臺灣、泰国、英国和美国 。蘭姆酒的生产分为不同等级。轻蘭姆（白蘭姆）通常用于調製鸡尾酒，而“金色”和“深色”蘭姆酒通常直接加冰飲用，或用于烹饪，但现在也普遍用于混合饮料。更加优质的蘭姆酒，往往是纯饮或者加冰纯饮。

## 历史

### 起源
古印度阿育吠陀醫生伐八他（公元7世紀）曾經“建議男人喝朗姆酒和葡萄酒之類的陳腐的酒，然後將蜂蜜酒與芒果汁混合在一起，與朋友一起喝。”Shidhu是一種通過發酵和蒸餾甘蔗汁製成的飲料，在梵文文獻中也有提到。
波蘭歷史學家玛丽亚·登宾斯卡表示：塞浦路斯的彼得一世（1328年-1369年）曾攜带朗姆酒作为礼物送给參加1364年克拉科夫大會的其他皇室贵宾。鉴于塞浦路斯在中世纪是一个重要的糖生产国，这个来源是可信的，尽管登宾斯卡稱之为朗姆酒的酒精饮料可能与现代蒸馏酒不太相似。登宾斯卡还表示，塞浦路斯的朗姆酒经常与在塞浦路斯生产的一种名为soumada的杏仁牛奶饮料混合饮用。
另一种说法是：早期的朗姆酒饮料来源于brum，由马来人制作，brum的历史可以追溯到几千年前。马可·波罗在14世纪还记录过一个的“非常好的糖酒”（是由现代的伊朗地区提供给他的）。
加勒比地区最早的蒸馏朗姆酒是出现在17世纪的甘蔗种植园。种植园奴隶发现糖蜜（精炼糖的过程产生的一种副产品）可以发酵成酒精。之后，这些带有酒精的副产品经过蒸馏浓缩并去除杂质，产生了第一个现代的朗姆酒。传统认为这种朗姆酒最初起源于巴巴多斯岛。巴巴多斯1651年的一份文件称：“他们在岛上制造的主要人物是Rumbullion，别名是Kill-Divil，这是用甘蔗蒸馏制成的，一种热的、地狱般的、可怕的酒。”然而，在十六世纪二十年代的十年中，巴西也出现了朗姆酒的生产记录。許多歷史學家認為，朗姆酒與甘蔗及其種植方法一起從巴西進入了巴巴多斯。在1628年沉没的瑞典军舰瓦萨发现的锡瓶中，发现了一种被证实为朗姆酒的液体。
到17世紀後期，朗姆酒已取代法國白蘭地，成為三角貿易中的首選交換酒類。非洲端的奴隷運送人和警衛以前是用白蘭地酒付錢的，當時改以朗姆酒付錢。

### 北美殖民地
朗姆酒在加勒比地区开发后，这种流行饮料传播到了北美殖民地。为了支持这种饮料的需求，北美英国殖民地的第一家朗姆酒酿酒厂于1664年在史坦顿岛成立。马萨诸塞州波士顿三年后又出现一家酿酒厂。朗姆酒制造业成为新英格兰殖民地最大和最繁荣的产业。由于金属加工和制桶技术以及丰富的木材，新英格兰成为一个“蒸馏中心”；那里生产的朗姆酒更轻，更像威士忌。罗德岛朗姆酒甚至在一段时间内和黄金一起，作为欧洲公认的货币。美国独立战争前，美国殖民地的朗姆酒消费量平摊到每个男人、女人、孩子，每年平均需要饮用3加仑的朗姆酒（14升）。
为了满足朗姆酒生产过程中对糖蜜的需求，以及17和18世纪欧洲不断增加的对糖的需求，加勒比地区的甘蔗种植园对于劳动力的需求也不断地增加。在非洲、加勒比地区和殖民地之间出现了一种三角贸易（朗姆酒、糖蜜和奴隶），以应对不断扩大的需求。这笔交易非常有利可图，以至于1764年“糖法案”对贸易造成破坏时，甚至导致了美国革命。在奴隶贸易中，朗姆酒也会被用作交换媒介。例如，奴隶Venture Smith后来出版的自传中提到，他在非洲被人用4加仑朗姆酒加一块印花布所买下。
在美国独立战争之后朗姆酒仍继续流行，乔治·华盛顿曾在其1789年的總統就职典礼上，坚持要一桶巴巴多斯朗姆酒。
朗姆酒开始在政治体系中发挥重要作用；候选人试图通过他们对朗姆酒的慷慨来影响选举的结果。人们会参加讨论，看看哪个候选人看起来更慷慨。候选人希望与人们一起喝酒，来展示他是一个独立的、真正的共和党人。
最终，对加勒比海英属岛屿糖类进口的限制，再加上美国威士忌的发展，导致该饮料在北美的受欢迎程度逐步下降。

### 海军朗姆酒
朗姆酒与海盗的关系开始于英国私人劫掠船上，船员间用这种有价值的商品进行交易。一些私人劫掠船最后成为了海盗或海贼，但是他们对朗姆酒的喜爱依然存在，两者之间的联系又随着一些文学作品（例如罗伯特·路易斯·史蒂文森的《金银岛》）被强化。
朗姆酒与皇家海军的联系开始于1655年，当时英国舰队占领了牙买加岛。随着国内朗姆酒的生产与供应，英国人将海员每日的口粮酒供给，由法国白兰地逐渐改为了朗姆酒。
海军朗姆酒最初是用西印度群岛所生产朗姆酒进行混合的一种朗姆酒。它的强度从95.5 Proof（47.75％ABV）到114 Proof（57％ABV）不等。最初的朗姆酒配给是给纯的朗姆酒，或者与柠檬汁混合，但是在1740年左右开始采用朗姆酒掺水的做法。为了减少酒精对他的水手的影响，海军上将爱德华·弗农将朗姆酒的配给掺水，制成了一种叫做格洛克酒（Grog）的混合饮料。但许多人认为“Grog”这个词，是为纪念海军上将弗农在恶劣天气下穿的格子斗篷而创造的。皇家海军向其海员提供朗姆酒作为每日配给，并称为“tot”，这种做法一直持续到1970年7月31日才被废除。
今天，在特殊场合仍然会发放一些朗姆酒配给，使用一种“splice the mainbrace”的命令，这种命令只能是由英王、皇室成员或在某些情况下由英國海军部委员会所发出，其他英联邦海军也有类似的限制。最近，这样的特殊场合包括了皇室婚姻、生日，或特殊纪念日的。在过去每日配给朗姆酒的日子中，“splice the mainbrace”的命令意味着会发出双份的朗姆酒口粮。
新西兰皇家海军是最后一支坚持向水手提供每日朗姆酒配给的海军部队。加拿大皇家海军在特殊场合仍然会提供朗姆酒配给；通常由指挥官承担开销，并且浓度是150 Proof（75％）。它是按照“提升士气”的需求来进行的。国王作为总司令可以给出“splice the mainbrace”的命令，就像2010年6月29日的那样，为了庆祝海军成立100周年，他们向加拿大皇家海军下达了这个命令。

#### 海军上將納爾遜的朗姆酒传说
在特拉法加战役中取得胜利并殉职之后，霍雷肖·納爾遜的尸体被保存在蘭姆酒桶中，以便运回英格兰。然而，抵达后，酒桶被打开，发现是空的，本该用于保存尸体的酒精被移除了。经过调查，发现水手们在桶底钻了一个洞，喝光了所有朗姆酒，因此“納爾遜之血”这个词，也被来形容朗姆酒。
它也可以作为“tapping the admiral”（敲敲海军上将）这个术语的基础，用来描述通过吸管从桶中偷偷地吸入液体。
这个故事的细节是有争议的，因为许多历史学家声称木桶中装的是法国白兰地，而其他人声称这个词来源于海军上将納爾遜的敬酒词。
故事有许多“使用不同人尸体”的版本，已经流传了多年。官方记录仅表明：尸体被放置于“浓缩的烈酒”之中，但没有进一步的详细说明。

#### 英制Proof的由来
大航海时代中期以后，船上的水手每天的薪水除了货币和财物外还包括一部分朗姆酒结算。为了防止黑心船长在酒里掺水克扣工资，水手们发明了一套简单有效的辨别方法：把酒淋在火药上，如果火药能够点燃就表明这批酒是合格产品；反之则证明自己遇到了黑心船长。
这套方法很快就透過各国水手们的流动风靡整个海上世界，也传到了皇家海军那里。皇家海军当然不太可能会克扣海军的蘭姆补给，但他们担心另外一个问题：万一在海战中补给仓破损，如何保证朗姆酒不会让火药储备失效。
水手们的火药测试法提示了皇家海军，他们透過一系列试验最终确定了当酒精烈度高于57.15%的时候，被浸泡的火药依然能被点燃。于是这个烈度被确定为100，并规定所有海军补给朗姆酒都不能低于100，其单位被命名做proof(有防水或担保的含义)。
这就是人类历史上第一个酒精烈度值---英制proof---的由来，所以100 proof至今还有一个别称：navy strength（海军烈度）。

### 澳大利亚殖民地
朗姆酒在新南威尔士殖民地的早期是重要的贸易商品。朗姆酒的价值是因为当时殖民地中缺乏造币，并且这种饮料能够让消费者暂时忘记新殖民地生活的不适。另外一个价值在于，可以诱使有犯罪记录的移民者，在新南威尔士军团的官员所拥有的土地上工作。由于朗姆酒在定居者中很受欢迎，该殖民地因醉酒而闻名，尽管他们的酒精摄入量低于当时英格兰的消费水平。
澳大利亚作为1788年成立的英国犯罪殖民地，相距甚远。面临严重的粮食短缺，加上农作物种植条件恶劣和牲畜短缺。最终人们意识到，印度可能会取代英国，向悉尼的定居点提供更便宜地物资。
到1817年，离开悉尼的每三艘船中有两艘前往爪哇岛或印度，来自孟加拉的货物为该殖民地提供了食物和装备。几乎每艘船的深处都是带回印度的孟加拉朗姆酒（据称比牙买加朗姆酒更烈，而且不那么甜），这些货物在船停靠之前秘密地往岸上漂流。由于英国海军陆战队控制了销售，他们下令搜查每艘对接船，这样的行为违反了州长的直接命令。许多生活在印度的英国人，透過向雪梨派遣“一半大米，一半烈酒”的船只，累積了財富。
朗姆酒和澳大利亚政府唯一的军事接管密切相关，被称为朗姆酒叛亂。当威廉·布莱成为殖民地的總督时，他为了解决酗酒的问题，曾试图禁止使用朗姆酒作为交换媒介。为了回应布莱对于朗姆酒使用规范的尝试，1808年，新南威尔士军团持固定刺刀前往政府大楼，逮捕了布莱。之后，反叛军继续控制殖民地，直到1810年新任總督拉克倫·麥覺理到来。

## 分类
想要将朗姆酒分成有意义的分组，是很复杂的，因为朗姆酒没有一个统一的标准。在不同国家，朗姆酒由不同的规则和法律來定义。定义的差异包括烈酒的度数、最低年份，甚至命名标准等。
在酒精度数不同的例子方面，哥伦比亚要求他们的朗姆酒具有50％的最低酒精含量（ABV），而智利和委内瑞拉仅需要40％的ABV。
墨西哥要求朗姆酒的年龄至少为八个月；多米尼加共和国、巴拿马和委内瑞拉则需要两年时间。
命名标准也各不相同。阿根廷将朗姆酒定义为白色、金色、轻朗姆和超轻朗姆。格林纳达和巴巴多斯使用白色、超度数和成熟作为分类术语，而美国则定义为朗姆酒、朗姆利口酒和风味朗姆酒。在澳大利亚，朗姆酒分为黑色或红色朗姆酒（低于正常度数的称为UP，高于正常度数的称为OP，和三重蒸馏）和白朗姆酒。
尽管标准和术语存在这些差异，但提供以下部分以帮助显示各种各样生产的朗姆酒。

### 区域分类
在加勒比地区，每个岛屿或生产区域都有独特的风格。在大多数情况下，这些样式可以按照传统上使用的语言进行分组。 但由于波多黎各朗姆酒的压倒性影响，在美国消费的大多数朗姆酒都以“西班牙语语言”区的方式生产。
- 英语區的岛屿和国家以深色的朗姆酒而闻名，具有更丰富的味道，保留了更多的糖蜜风味。来自安提瓜、特立尼达和多巴哥、格林纳达、巴巴多斯、圣卢西亚、伯利兹、百慕大、圣基茨、圭亚那的德梅拉拉地区和牙买加的朗姆酒都是这种风格的典型。一些名为“Rude Rum”或“John Crow Batty”的版本在一些地方供应，据报道，酒精含量被列为世界上最强的10种饮料之一，它里面可能还含有其他的麻醉剂。[28]自制烈性朗姆酒的术语，至少是在19世纪初才在新西兰出现。[29]
- 法语区的岛屿以农业朗姆酒（rhum agricole）而闻名。这些朗姆酒仅由甘蔗汁生产，更多的保留了甘蔗原味，并且通常比糖蜜生产的朗姆酒更昂贵。来自海地、瓜德罗普岛和马提尼克岛的朗姆酒是这种风格的典型。
- 曾经是西班牙帝国的一部分的州和地区，生产的传统 aèejo 朗姆酒具有相当柔和、顺滑的味道。来自哥伦比亚、古巴、多米尼加共和国、危地马拉、尼加拉瓜、巴拿马、菲律宾、波多黎各和委内瑞拉的朗姆酒是这种风格的典型。来自美属维尔京群岛的朗姆酒也是这种风格。加那利群岛生产蜂蜜朗姆酒，称为ron miel de Canarias，加上了地理位置的名称。

卡沙夏是一种巴西生产的，类似于朗姆酒的烈酒。包括美国在内的一些国家也将卡沙夏归类为朗姆酒。来自巴拿马的Seco，也是一种类似于朗姆酒的烈酒，但与伏特加也有一些相似，因为它也采取了三重蒸馏。
墨西哥有许多品种的light和Dark朗姆酒，以及其他较便宜的风味和无味的甘蔗酒，如 Aguardiente de caña 和 charanda。
在中美洲和南美洲北部，生产一种名为aguardiente的烈酒，通过糖蜜蒸馏得到，并且经常会加入蒸馏之后茴香、甘蔗汁。
在西非，特别是在利比里亚，“Cane Juice”（也被称为利比里亚朗姆酒或在利比里亚境内简称为CJ）是一种从甘蔗中提取的廉价、强烈的烈酒，可强度高达43％ ABV（86 Proof）。自20世纪50年代以来，南非也出现了精致的甘蔗烈酒，简称为Cane或“spook”。
在欧洲，捷克共和国和斯洛伐克，由甜菜制成的类似烈酒被称为Tuzemak。
在德国，真正的黑朗姆酒有一种廉价替代品，被称为Rum-Verschnitt（字面意思是：混合或“切割”朗姆酒）。 这种蒸馏饮料由真正的黑朗姆酒（通常来自牙买加），精馏烈酒和水制成。 通常，也使用焦糖色素。 它所包含的真正朗姆酒可能非常少，因此法定最低比例只有5％。 在奥地利，有一种叫做 Inländerrum 或 domestic rum 的类似朗姆酒。然而，奥地利Inländerrum 是一种添加香料的朗姆酒，类似的品牌有 Stroh；相比之下，德国的Rum-Verschnitt 从未加香料或调味。

### 级别分类
朗姆酒的等级和分类取决于朗姆酒产地。尽管存在这些分类，但以下术语经常用于描述各种类型的朗姆酒：
- Dark Rum（黑朗姆）：也以其特殊颜色而闻名，如棕色，黑色或红色朗姆酒，是比金朗姆酒颜色更深的级别。它们通常由焦糖或糖蜜制成。它们通常陈年时间较长，在烧焦较深的桶中，赋予它们比浅色或金色朗姆酒更强烈的味道，并且可以发现藏在其中的香料气味，以及强烈的糖蜜或焦糖风味。它们通常在朗姆酒饮料中提供风味物质以及颜色。此外，深色朗姆酒是烹饪中最常用的类型。大多数黑的朗姆酒来自牙买加，海地和马提尼克岛等地区。
- Flavored Rum（风味朗姆酒）：风味朗姆酒朗姆酒加入了水果的味道，如香蕉，芒果，橙子，菠萝，椰子，杨桃或柠檬。这个类型通常度数小于40％ABV（80 Proof）。它们主要用于调味类似主题的热带饮料，但也经常纯饮或加冰纯饮。加入风味的操作，通常在发酵和蒸馏之后。在酒精中加入各种化学物质以模拟食物的味道。
- Gold rums（金朗姆）：也被称为“amber”（琥珀色）朗姆酒，是一种中度陈年的朗姆酒。它们在木桶（通常是烧焦的白橡木桶，波旁威士忌的副产品）中陈年而变得深色。它们比轻朗姆酒具有更多的风味和更强烈的味道，可以认为是轻朗姆酒和黑朗姆的中间类别。
- Light rums（轻朗姆）：也被称为“银”朗姆或“白”朗姆，除了一般的甜味外，通常具有比较少的风味。有时会在陈年之后进行过滤，以去除颜色。大多数轻朗姆酒都来自波多黎各。相对温和的味道使它们在混合饮料中很受欢迎，而不是直接饮用它们。一些最受欢迎的鸡尾酒包括 Mojito 和 Daiquiri。
- Overproof Rums（高度数朗姆酒）：比标准度数40％ABV（80 proof）更高，许多甚至高达75％（150 proof）~ 80％（160 proof）。 两个例子是Bacardi 151或 Pitorro moonshine。 它们通常用于混合饮料。
- Premium rums（优质朗姆酒）：与干邑白兰地和苏格兰威士忌等其他啜饮烈酒一样，属于特殊的市场类别。通常来自于那些销售精心生产、陈年朗姆酒的精品品牌。它们比相应的“混合”朗姆酒具有更多的特点和风味，通常用来纯饮
- Spiced rums（香料朗姆酒）：通过添加香料，有时还有焦糖，来获得风味。大多颜色较深，并以金朗姆为基础。有些明显颜色更深，因为许多便宜的品牌是由廉价的白朗姆和焦糖调处的黑色。通常添加的香料包括肉桂，迷迭香，苦艾/茴香，胡椒，丁香和豆蔻。

## 製作過程
傳統在製造蔗糖時，第一次將糖水和入「濾仔土」提煉出砂糖後，剩餘糖水稱為「頭水」，可以製成甘蔗酒；頭水再次加入離仔土提煉出砂糖後，剩餘的為更稠的「二水」，可製造出「離仔酒」，品質較差；二水再次加入離仔土提煉出砂糖後，剩餘糖水即「三水」，又稱糖蜜，因雜質多糖分少而無法再提煉出砂糖，此外因為酵母發酵後多有惡臭，所以又稱「廢蜜」、「廢蔗糖」，可製成品質最劣的糖蜜酒。

### 发酵
大多数朗姆酒都是用甘蔗制成的糖蜜进行生产。朗姆酒的质量取决于用于制作的甘蔗的质量和种类。甘蔗的质量取决于种植的土壤类型和生长气候。在加勒比地区，大部分的糖蜜产自巴西。一个值得注意的例外是法语岛屿区域，甘蔗汁才是首选的基本成分。而在巴西，来自甘蔗汁的蒸馏酒饮料与朗姆酒不同，称为 cachaça。
将酵母和水加入到基本原料中开始发酵过程。虽然一些朗姆酒生产商允许使用野生酵母进行发酵，但大多数人使用特定的酵母菌株来保证味道的一致性和发酵时间的可预测性。Dunder，在过去的发酵过程中富含泡沫的酵母，也是牙买加的传统酵母。“使用的酵母将决定最终的味道和香气特征，”牙买加搅拌大师Joy Spence说。制作较轻的朗姆酒的酿酒厂，如百加得，更喜欢使用发酵速度更快的酵母。发酵速度较慢的酵母会使得发酵过程中积累更多的酯类物质（芳香物质），从而产生口味更加饱满的朗姆酒。
发酵的产物（如2-乙基-3-甲基丁酸）和酯类（如丁酸乙酯和己酸乙酯）会赋予朗姆酒的甜味和果味。

### 蒸馏
与朗姆酒生产的其他方面一样，蒸馏也没有统一的标准。虽然一些生产商使用英国壶式蒸馏器（Pot Still）进行批量生产，但大多数朗姆酒仍是使用塔式蒸馏器（Column Still）进行生产的。壶式蒸馏器的馏出物比柱式蒸馏器的包含有更多的同类物质，产生的朗姆酒更加饱满。

### 陈酿与混合
许多国家要求朗姆酒至少陈酿一年。陈酿过程通常在使用过的波本桶中进行，但也可以在其他类型的木桶或不锈钢罐中进行。陈酿过程决定了朗姆酒的颜色。在橡木桶中陈化时颜色会变深，而在不锈钢罐中陈酿的朗姆酒几乎无色。
由于大多数朗姆酒产地都是热带气候，朗姆酒的成熟率远高于威士忌或白兰地。更高比率的成熟度意味着“天使的份额”，或者蒸发损失的酒液数量增加。法国或苏格兰岛的产品每年的损失约2％，但热带朗姆酒生产商可能会面临高达10％的损失。
陈酿后，通常会将朗姆酒进行调味混合，以确保风味的一致。混合调味是朗姆酒制作过程的最后一步。作为混合过程的一部分，浅朗姆酒可以进一步过滤，以去除在陈酿期间获得的任何颜色。对于颜色较深的朗姆酒，可以添加焦糖以调节最终产品的颜色。
人工老化试图利用热和光来匹配老化朗姆酒的分子组成。

## 文化
蘭姆酒在西印度群岛以及滨海省和纽芬兰（加拿大东部岛屿）的大多数岛屿文化中扮演了重要角色。这种饮料与英國皇家海軍和海盗间有着着名的联系，在海军那里它经常与水或啤酒混合制成格洛克酒（Grog），在海盗那里它被制成斑布酒（一种由蘭姆酒、糖、水、肉蔻制成的饮料）进行消费。蘭姆酒利用廉价的原料，酿出即卖，没有储存期，味道辛辣刺喉但价格相当便宜，且对坏血病等海上職業病有抑制的功效，酒精也能對在船上放置已久的淡水殺菌消毒，所以很受生活在艰苦环境的水手和海盗的青睐，迅速在大西洋水手和加勒比海海盗中风行开来，有的船长甚至用蘭姆酒为水手发工资。在18世紀蘭姆酒成為英國海軍的配給品。因為蘭姆酒的酒精含量高，海軍上將愛德華·弗農在1740年決定在將士們喝的蘭姆酒裡攙水以避免他們喝醉。部下於是把這種攙了水的蘭姆酒，以弗農的外號“Old Grog”命名為“Grog”。1805年在特拉法爾加海戰中陣亡的霍雷肖·納爾遜中将，為了防腐，他的遺體以蘭姆酒浸漬著運返本國，故此蘭姆酒也被稱為納爾遜之血。

## 世界著名朗姆酒
古巴
- 百加得（Bacardi）
- 哈瓦那俱乐部（Havana Club）

委內瑞拉
- 外交官（法语：Rhum Diplomático）（Diplomático）

马提尼克岛
- HSE Habitation Saint-Etienne

英國
- 摩根船長（Captain Morgan）
- 马利宝朗姆酒（馬里布）（Malibu）
- Pusser's Rum

奥地利
- Stroh（英语：Stroh）

菲律賓
- 欧德船长（Old Captain）
- 安蘭（Anejo）
- 唐霸霸（Don Papa）

泰國
- Sangsom

牙買加
- Coruba（英语：Coruba）
- Appleton（英语：Appleton）
- Myers's Rum

巴貝多
- Mount Gay（英语：Mount Gay）

多米尼加
- Ron Barcelo（英语：Barceló (rum)）

瓜地馬拉
- Ron Zacapa Centenario

千里達及托巴哥
- 安格仕（Angostura）

中国大陆
- 阿道克朗姆酒

## 相關
- Tuzemák（英语：Tuzemák），又名domestic rum，以马铃薯或糖用甜菜為原料製作出類似蘭姆酒